# Golden Tate
Golden H. Tate III (Nashville, 2 agosto 1988) è un giocatore di football americano statunitense che milita nel ruolo di wide receiver per i New York Giants della National Football League (NFL).
Fu scelto dai Seattle Seahawks nel corso del secondo giro del Draft NFL 2010. Al college ha giocato a football e baseball a Notre Dame.

## Carriera professionistica

### Seattle Seahawks
Il 7 dicembre 2009, Tate annunciò che avrebbe rinunciato al suo anno da senior alla University of Notre Dame e dichiarò la sua eleggibilità per il Draft 2010.
Il 23 aprile 2010, Tate fu scelto dai Seattle Seahawks nel secondo giro (60º assoluto) del Draft 2010. Il 28 luglio 2010, Tate firmò un contratto quadriennale con Seattle del valore di 3,261 milioni di dollari. Nella sua prima stagione Tate giocò 11 partite ma nessuna da titolare senza segnare alcun touchdown.
Il suo rendimento migliorò nel corso della stagione 2011 dove giocò tutte le 16 partite, di cui 5 da titolare, in cui segnò 3 touchdown su ricezione per 382 yard totali.
Nella settimana 3 della stagione 2012 i Seahawks vinsero in casa contro i Green Bay Packers per 14-12 grazie a due passaggi da touchdown di Russell Wilson ricevuti da Tate, compreso quello controverso all'ultimo istante della partita su una situazione di quarto&24. Nella settimana 5 i Seahawks si portarono su un record di 3-2 vincendo in trasferta contro i Carolina Panthers: Tate ricevette 3 passaggi per 31 yard e segnò il terzo touchdown su ricezione stagionale.
I Seahawks vinsero la quarta gara in casa in altrettante partite nella settimana 9 contro i Minnesota Vikings con Tate che segnò altri due touchdown. Nella gara successiva Seattle vinse facilmente contro i New York Jets con Tate che nel primo drive della partita segnò un touchdown su un passaggio da 38 yard di Russell Wilson e poi passò lui stesso un touchdown da 23 yard per Sidney Rice nel quarto periodo.

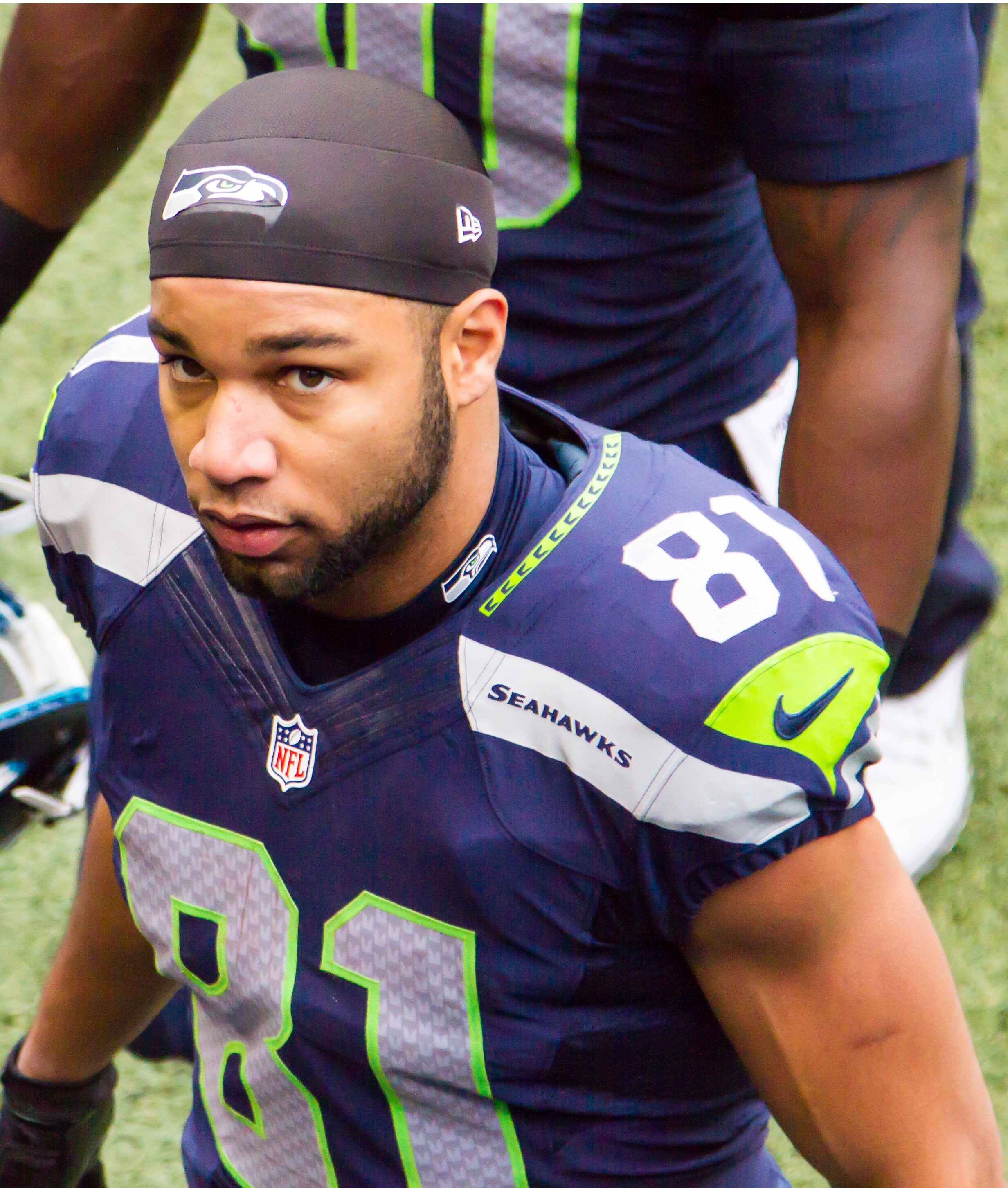
Tale nel 2013 coi Seahawks.

Nella settimana 13 i Seahawks ottennero una fondamentale vittoria ai supplementari contro i Chicago Bears al Soldier Field grazie anche al settimo touchdown stagionale di Tate. Nell'ultimo turno di campionato, i Seahawks batterono i Rams, concludendo l'annata come l'unica squadra della lega imbattuta in casa. Tate ricevette 105 yard. Nei playoff i Seahawks batterono i Washington Redskins nel primo turno ma furono eliminati nel successivo dagli Atlanta Falcons malgrado una grande partita di Tate che concluse con 103 yard ricevute e un touchdown.
Il primo touchdown di Tate nella stagione 2013 fu nella settimana 5 contro gli Indianapolis Colts. Nella vittoria della settimana 8 contro i St. Louis Rams guidò i Seahawks con 93 yard ricevute e segnò due touchdown, uno dei quali (da 80 yard) fu però in qualche modo oscurato dalla penalità da 15 yard inflittagli per avere irriso gli avversari mentre si avviava verso la end zone. La settimana successiva contro i Tampa Bay Buccaneers ritornò un punt per 71 yard e grazie a una media di 30,7 yard a ritorno in quella gara vinta ai supplementari fu premiato come miglior giocatore degli special team della NFC della settimana. La domenica seguente sfoderò un'altra grande prova ricevendo 106 yard e segnando un touchdown nella vittoria sui Falcons. Nell'ultima gara della stagione disputò una delle sue migliori gare ricevendo 129 yard e segnando un touchdown. I Seahawks batterono i Rams in casa terminando con un record di 13 vittorie e 3 sconfitte, il migliore della storia della franchigia a pari merito con quello del 2005, assicurandosi il primo posto nel tabellone della NFC e la possibilità di qualificarsi direttamente al secondo turno dei playoff. Tate concluse la stagione regolare guidando la squadra con un nuovo massimo in carriera di 898 yard ricevute e segnò 5 touchdown. Nei playoff, i Seahawks batterono New Orleans Saints e 49ers. Il 2 febbraio 2014, nel Super Bowl XLVIII contro i Denver Broncos, Seattle dominò dall'inizio alla fine della partita, vincendo per 43-8. Tate si laureò campione NFL ricevendo 3 passaggi per 17 yard.

### Detroit Lions

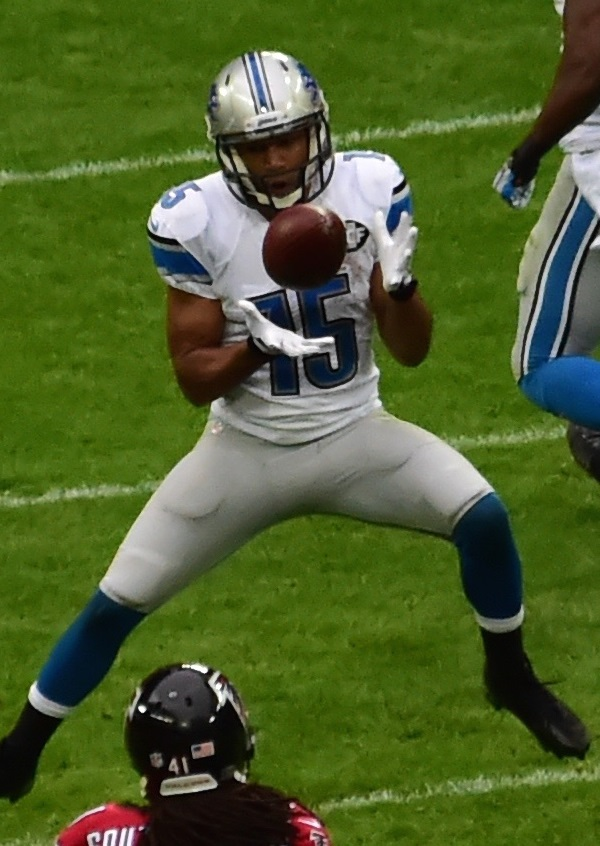
Tate coi Lions nel 2014.

Il 12 marzo 2014 Tate, divenuto free agent, firmò coi Detroit Lions un contratto quinquennale del valore di 31 milioni di dollari, 13,5 milioni dei quali garantiti. Partito come titolare nella prima partita a fianco di Calvin Johnson, si mise subito in mostra ricevendo 6 passaggi per 93 yard da Matthew Stafford nella vittoria sui Giants. Nella settimana 4, con Johnson molto limitato da un infortunio alla caviglia, Tate guidò i suoi con 116 yard ricevute alla terza vittoria in stagione. La domenica successiva segnò il primo touchdown con la nuova maglia, oltre a 134 yard ricevute, ma Detroit fu sconfitta in rimonta dai Bills. Nella settimana 8 ricevette un nuovo massimo stagionale di 151 yard e segnò il terzo touchdown nella vittoria sui Falcons nella gara disputata a Londra. La sua stagione regolare si chiuse con i nuovi primati personali per ricezioni (99, sesto della NFL) e yard ricevute (1.331, settimo nella NFL e primo dei Lions), venendo convocato per il primo Pro Bowl in carriera al posto dell'infortunato Jeremy Maclin (che a sua volta aveva sostituito Demaryius Thomas). Fu inoltre inserito all'85º posto nella NFL Top 100, la classifica dei migliori cento giocatori della stagione
Il 4 gennaio 2015, nel primo turno di playoff, Tate guidò i suoi con 89 yard ricevute e un touchdown ma i Lions, in vantaggio per la quasi totalità della partita, si fecero recuperare nel finale, non riuscendo a vincere la prima gara nella post-season dal 1991.
Il primo TD della stagione 2015, il ventesimo della carriera, Tate lo segnò nel sesto turno contro i Bears. Si ripeté nella settimana 12 nella gara del Giorno del Ringraziamento nella netta vittoria sugli Eagles. La sua annata si chiuse al secondo posto dei Lions sia in yard ricevute (813) che in TD su ricezione (6).

### Philadelphia Eagles
Il 30 ottobre 2018 Tate fu scambiato con i Philadelphia Eagles per una scelta del terzo giro del Draft NFL 2019.

### New York Giants
Il 14 marzo 2019 Tate, divenuto free agent, firmò con i New York Giants un contratto di 4 anni. Il 27 luglio 2019 fu sospeso per quattro partite per uso di sostanza dopanti.

## Palmarès

### Franchigia
- Super Bowl : 1

Seattle Seahawks: Super Bowl XLVIII
- National Football Conference Championship: 1

Seattle Seahawks: 2013

### Individuale
- Convocazioni al Pro Bowl: 1

2014
- Giocatore degli special team della NFC della settimana: 1

9ª del 2013
- Fred Biletnikoff Award - 2009

## Statistiche
| Anno           | Squadra  | Gare | Gare | Ricezioni | Ricezioni | Ricezioni | Ricezioni | Ricezioni |
| Anno           | Squadra  | P    | PT   | Ric       | Yard      | Media     | Max       | TD        |
| -------------- | -------- | ---- | ---- | --------- | --------- | --------- | --------- | --------- |
| 2010           | Seattle  | 11   | 0    | 21        | 227       | 10.8      | 52        | 0         |
| 2011           | Seattle  | 16   | 5    | 35        | 382       | 10.9      | 33        | 3         |
| 2012           | Seattle  | 15   | 15   | 45        | 688       | 15.3      | 51        | 7         |
| 2013           | Seattle  | 16   | 13   | 64        | 898       | 14.0      | 80T       | 5         |
| 2014           | Detroit  | 16   | 16   | 99        | 1,331     | 13.4      | 73T       | 4         |
| 2015           | Detroit  | 16   | 16   | 90        | 813       | 9.0       | 43        | 6         |
| 2016           | Detroit  | 16   | 16   | 91        | 1,077     | 11.8      | 67        | 4         |
| 2017           | Detroit  | 16   | 12   | 92        | 1,003     | 10.9      | 71T       | 5         |
| Carriera       | Carriera | 122  | 93   | 537       | 6,419     | 12.0      | 80T       | 34        |
| Fonte: NFL.com |          |      |      |           |           |           |           |           |